# Florești, Tulcea
Florești este un sat în comuna Horia din județul Tulcea, Dobrogea, România. Se află în partea central-vestică a județului, la poalele sudice ale podișului Niculițelului.
Situat pe valea superioara a râului Taița, satul apare menționat documentar pentru prima data ca Islam, în anul 1543, într-un defter otoman. De altfel, fosta denumire a satului este Islam – Geaferca sau Geaferca Turcească. La mijlocul secolului al XIX-lea satul apare menționat în mai multe rânduri. Astfel, agentul polon Korsak îl notează în anul 1849 ca Zamfirca, iar peste numai un an Ion Ionescu de la Brad îl menționează Djafer. Fondul Tapiurilor otomane din perioada 1866-1877 amintește de satul Cafer - Islam.
Locuit odinioară de turci, satul se va deopula dupa anul 1877, odată cu emigrarea acestora. Din fericire, statul român va coloniza populația românească în localitate, astfel peste ani avem pentru satul Florești o populație de 330 de locuitori de origine română și 22 de țigani creștini. În anul 1878, în Florești se infiintează o școală mixtă. Biserica ce poartă hramul Acoperământul Maicii Domnului este fondată la inițiativa unei rusoaice din satul Geaferca Rusă, în a doua jumatate a secolului al XIX-lea.